# ويليام لونغ (سياسي)
ويليام لونغ (بالإنجليزية: William Long)‏ هو سياسي أسترالي، ولد في 28 يوليو 1839 في سيدني في أستراليا، وتوفي في 30 نوفمبر 1915 في أستراليا. انتخب عضو الجمعية التشريعية نيو ساوث ويلز وانتخب عضو المجلس التشريعي نيو ساوث ويلز.